# Noam (partit polític)
Noam (hebreu: נעם‎, Agradabilitat) (oficialment conegut com Lazuz) és un partit polític jueu ortodox i de dreta d'Israel, creat el juliol de 2019 per una facció molt conservadora de la comunitat sionista religiosa inspirada pel rabí Zvi Thau i el seu Ieixivà Har Hamor. L'objectiu principal del partit és oposar-se a les polítiques LGTB i contra el que els seus patrocinadors anomenen "la destrucció de la família".

## Història
La base del partit es troba en el rabí Zvi Thau i el seu Ieixivà Har Hamor. El rabí Thau i els seus seguidors creuen que el partit La Llar Jueva, liderat pel rabí Rafi Peretz, i Tkuma, dirigit per Bezalel Smotrich, no han avançat prou en els valors jueus, sobretot en l’àmbit de l’ oposició a les polítiques LGBT, la protecció del Sàbat com a dia de descans i la protecció del procés de conversió ortodoxa. Després de la decepció del rabí Thau amb els partits de la Unió de Partits de Dreta, ell i els seus seguidors van decidir formar el partit Noam. Mentre que el rabí Thau és el líder espiritual del partit, el rabí Dror Aryeh n'és el líder polític. Un altre estudiant de Thau que participà en la creació del partit és el rabí Shlomo Aviner. Va dir que: "El partit lluitarà contra la destrucció de la família, contra la destrucció de la conversió, contra la destrucció de Sàbat, contra la destrucció del Mur Occidental i contra l'ús de contingut desviat a les Forces de Defensa d'Israel i al Ministeri d'Educació." 
El 28 de juliol de 2019, Noam i Otzma Yehudit van acordar presentar-se conjuntament a les eleccions de setembre de 2019. L'acord no va fructificar perquè Noam no estava d'acord amb que Otzma tingués candidats jueus seculars. Noam va presentar la seva llista en solitari, però finalment la van retirar.
El partit va formar una llista conjunta amb Otzma Yehudit per a les eleccions legislatives de 2021, després de permetre dones i candidats laics. No obstant això, els dos partits es van unir posteriorment a l'aliança del Partit Sionista Religiós i van concórrer sota el seu lideratge.
De cara a les eleccions legislatives d'Israel de 2022, el Partit Sionista Religiós mantingué l'aliança amb Otzma Yehudit per tal de presentar-se en una sola llista. A Otzma Yehudit li tocarien els llocs segon, cinquè, setè, novè i desè llocs de la llista mentre que a Noam, que també formà part de la llista en les passades eleccions, se li oferí l'onzè lloc. Noam no acceptà aquesta decisió i anuncià el 28 d'agost que es presentaria, en disconformitat amb l'onzè lloc a la llista que se li havia ofert, tot i que finalment acceptà formar part de la llista.

### Al tercer govern de Netanyahu
Després de les eleccions legislatives de 2022, Binyamín Netanyahu tornà a ser nomenat primer ministre el 29 de desembre de 2022, amb una coalició formada per Likkud, Xas, Partit Nacional Religiós - Sionisme Religiós, Noam, Otzma Yehudit i Judaisme Unit de la Torà (JUT). Avi Maoz va deixar el govern el març de 2025.

## Polèmica
El partit va publicar un vídeo sota el comentari: "Tot un país està passant per una teràpia de conversió. Ha arribat el moment d’aturar-ho". Al vídeo, una mare, un pare i el seu fill van a votar el dia de les eleccions i la família és "bombardada" amb imatges LGBT i del judaisme reformista. Un cop arriben a la sala de votació, la mare escriu al seu full de votació: "Que el meu fill es casi amb una dona", mentre que el pare escriu: "Que el meu net sigui jueu". YouTube va retirar el vídeo perquè infringia les seves condicions d'ús.

## Resultats electorals
| Any  | Líder    | Vots                              | %                                 | Escons  | +/– | Govern   |
| ---- | -------- | --------------------------------- | --------------------------------- | ------- | --- | -------- |
| 2021 | Avi Maoz | Dins del Partit Sionista Religiós | Dins del Partit Sionista Religiós | 1 / 120 | Nou | Oposició |
| 2022 | Avi Maoz | Dins del Partit Sionista Religiós | Dins del Partit Sionista Religiós | 1 / 120 | =   | Coalició |